# Lambert van Nistelrooij
Lambert van Nistelrooij (ur. 5 marca 1953 w miejscowości Nuland) – holenderski polityk, urzędnik państwowy, poseł do Parlamentu Europejskiego VI, VII i VIII kadencji.

## Życiorys
Absolwent geografii społecznej na Katolickim Uniwersytecie w Nijmegen z 1979. Pracował jako urzędnik administracji publicznej, w tym w aglomeracji Tilburga i w prowincji Geldria. Od 1987 do 1991 kierował jednym z wydziałów regionalnej Federacji Chrześcijańskich Rolników.
Sprawował mandat deputowanego Brabancji Północnej. Od 1992 do 2003 pełnił funkcję wiceprzewodniczącego Zgromadzenia Regionów Europy, a w latach 1995–2003 był członkiem Komitetu Regionów.
W 2004 uzyskał mandat posła do Parlamentu Europejskiego z listy ugrupowania Apel Chrześcijańsko-Demokratyczny. W PE przystąpił do grupy Europejskiej Partii Ludowej i Europejskich Demokratów, wchodząc w skład jej prezydium. W 2009 z powodzeniem ubiegał się o reelekcję. Był przewodniczącym Stowarzyszenia Europejskich Regionów Granicznych. Kierował też różnymi organizacjami pozarządowymi, m.in. zajmującymi się promocją i rozwojem tzw. inteligentnych domów. Odznaczony Orderem Oranje-Nassau. W 2011 nominowany został do nagrody MEP Awards dla najbardziej pracowitych posłów Parlamentu Europejskiego w kategorii polityka regionalna. W 2014 został wybrany na kolejną kadencję Europarlamentu.